# کشتی خیلی دیرتر از آن می‌رسد که جادوگر در حال غرق را نجات دهد
«کشتی خیلی دیرتر از آن می‌رسد که جادوگر در حال غرق را نجات دهد» (به انگلیسی: Ship Arriving Too Late to Save a Drowning Witch) آلبومی از هنرمند اهل ایالات متحده آمریکا فرانک زاپا است که در سال ۱۹۸۲ میلادی منتشر شد.